# Sapphire Award
Der Sapphire Award ist ein 1995 von den Herausgebern des Science Fiction Romance Newsletter ins Leben gerufener Literaturpreis. Mit ihm werden jährlich Werke ausgezeichnet, die die beiden Genres Speculative Fiction und Romance verbinden.
Der Newsletter hat sich inzwischen zum Speculative Romance Online Magazine umbenannt. Die Gesamtheit aller von diesem Magazin vergebenen Preise nennt sich Speculative Romance Awards oder kurz Specrom Awards. Dabei handelt es sich einerseits um den Sapphire Award für bereits veröffentlichte Werke und andererseits um den Zircon Award für noch nicht publizierte Werke.
Der Sapphire Award wird in den Kategorien Novel (Roman) und Short Fiction (alle Kurzformen, erst seit 1999) vergeben. Die zur Wahl stehenden Werke werden durch die Leser des Magazins nominiert. Die Gewinner werden durch eine Jury bestimmt. Nominiert werden dürfen im Vorjahr veröffentlichte Werke. Die Jahreszahlangabe bei dem Preis entspricht dem Nominierungszeitraum, das heißt, der Sapphire Award 1995 wurde im Jahr 1996 vergeben.
Zu den auch im „gewöhnlichen“ SF/Fantasy/Horror-Bereich bekannten Preisträgerinnen zählen Lois McMaster Bujold, Catherine Asaro, Laurell K. Hamilton und Charlaine Harris.
Bei sämtlichen bisherigen nominierten Autoren handelt es sich um Frauen.

## Sapphire Award for Best Speculative Romance Novel
| 2000er | 2000er               | 2000er                                              |
| Jahr   | Autor                | Originaltitel                                       |
| ------ | -------------------- | --------------------------------------------------- |
| 2005   | J. R. Ward           | Dark Lover: A Novel of the Black Dagger Brotherhood |
| 2004   | Charlaine Harris     | Dead to the World                                   |
| 2003   | Wen Spencer          | Tinker                                              |
| 2002   | Susan Grant          | Contact                                             |
| 2001   | Linnea Sinclair      | Finders Keepers                                     |
| 2000   | Saira Ramasastry     | Heir to Govandhara                                  |
| 1990er |                      |                                                     |
| Jahr   | Autor                | Originaltitel                                       |
| 1999   | Lois McMaster Bujold | A Civil Campaign                                    |
| 1998   | Patricia White       | A Wizard Scorned                                    |
| 1997   | Catherine Asaro      | Catch the Lightning                                 |
| 1996   | Laurell K. Hamilton  | Bloody Bones                                        |
| 1995   | Dara Joy             | Knight of a Trillion Stars                          |

## Sapphire Award for Best Speculative Romance Short Fiction
| 2000er | 2000er               | 2000er                          |
| Jahr   | Autor                | Originaltitel                   |
| ------ | -------------------- | ------------------------------- |
| 2005   | Linda Winstead Jones | "Forever Mine"                  |
| 2004   | Jo Beverly           | "The Trouble with Heroes"       |
| 2003   | Catherine Asaro      | "Moonglow"                      |
| 2002   | Susan Grant          | "The Day Her Heart Stood Still" |
| 2001   | Susan Krinard        | "Kinsman"                       |
| 2000   | MaryJanice Davidson  | "Love's Prisoner"               |
| 1990er |                      |                                 |
| Jahr   | Autor                | Originaltitel                   |
| 1999   | Catherine Asaro      | "Aurora in Four Voices"         |